# Chone paracincta
Chone paracincta är en ringmaskart som beskrevs av Hartmann-Schröder 1962. Chone paracincta ingår i släktet Chone och familjen Sabellidae. Inga underarter finns listade i Catalogue of Life.